# Lucien Duchemann
Pour les articles homonymes, voir Duchemann.
 (mars 2022).
 (mars 2022).
 (mars 2022).
La mise en forme du texte ne suit pas les recommandations de Wikipédia : il faut le « wikifier ».
Les points d'amélioration suivants sont les cas les plus fréquents :
- Les titres sont pré-formatés par le logiciel. Ils ne sont ni en capitales, ni en gras.
- Le texte ne doit pas être écrit en capitales (les noms de famille non plus), ni en gras, ni en italique, ni en « petit »…
- Le gras n'est utilisé que pour surligner le titre de l'article dans l'introduction, une seule fois.
- L'italique est rarement utilisé : mots en langue étrangère, titres d'œuvres, noms de bateaux, etc.
- Les citations ne sont pas en italique mais en corps de texte normal. Elles sont entourées par des guillemets français : « et ».
- Les listes à puces sont à éviter, des paragraphes rédigés étant largement préférés. Les tableaux sont à réserver à la présentation de données structurées (résultats, etc.).
- Les appels de note de bas de page (petits chiffres en exposant, introduits par l'outil «  Source ») sont à placer entre la fin de phrase et le point final[comme ça].
- Les liens internes (vers d'autres articles de Wikipédia) sont à choisir avec parcimonie. Créez des liens vers des articles approfondissant le sujet. Les termes génériques sans rapport avec le sujet sont à éviter, ainsi que les répétitions de liens vers un même terme.
- Les liens externes sont à placer uniquement dans une section « Liens externes », à la fin de l'article. Ces liens sont à choisir avec parcimonie suivant les règles définies. Si un lien sert de source à l'article, son insertion dans le texte est à faire par les notes de bas de page.
- La présentation des références doit suivre les conventions bibliographiques. Il est recommandé d'utiliser les modèles {{Ouvrage}}, {{Chapitre}}, {{Article}}, {{Lien web}} et/ou {{Bibliographie}}. Le mode d'édition visuel peut mettre en forme automatiquement les références.
- Insérer une infobox (cadre d'informations à droite) n'est pas obligatoire pour parachever la mise en page.

Pour une aide détaillée, merci de consulter Aide:Wikification.
Si vous pensez que ces points ont été résolus, vous pouvez retirer ce bandeau et améliorer la mise en forme d'un autre article.
Lucien Maurice Duchemann, né le 12 mars 1922 à Saint-Benoît de La Réunion et mort le 22 février 1979 à Paris 19e, est un pilote d'avion français.

## Biographie

### Formation et période militaire
Il suit la fin de sa scolarité au Lycée Leconte de Lisle à Saint-Denis dont il sort bachelier en 1940.
Engagé volontaire dans les Forces Françaises Libres le 21 juin 1943, il devient élève pilote à la RCAF (Royal Canadian Air Force) dont il sort breveté en février 1945.
Pilote militaire à la Royal Air Force jusqu'à la fin de la Seconde Guerre mondiale, puis dans l'armée de l'air française en Indochine.

### Carrière civile
Il intègre la S.I.T.A. (Société Indochinoise des Transports Aériens) en 1948.
Après le rachat de la S.I.T.A, il devient le premier pilote de ligne réunionnais à intégrer la compagnie Air France en 1950.
Il assure la première liaison directe Paris-Gillot via Djibouti à bord du Boeing 707 « Château de Dampierre » (Immatriculé F-BLCD) le 3 août 1967. Dès l'atterrissage, la foule envahit la piste. Le Journal de l'Île de la Réunion titre alors "Joie et fierté à Gillot", lors d'une inauguration qui célèbre aussi la nouvelle piste de Gillot, longue de 2 669 m, "pour jets intercontinentaux". La fierté des habitants se traduit aussi par la remise de la Croix de Chevalier de l'Ordre du Mérite au pilote réunionnais par Michel Debré, alors député de la Réunion et Ministre de l'Économie et des Finances.
Huit ans plus tard, il assure la liaison inaugurale Paris-Gillot via Nairobi en Boeing 747 le 3 juillet 1975.
Le 8 août 1981, le salon d'honneur de l'aéroport de Gillot prend son nom, lui rendant ainsi hommage.
À cette occasion, le Journal de l'Île de la Réunion titre, Lucien Duchemann, "pistard du ciel", premier pilote réunionnais d'Air France.
Il totalise plus de 23 000 heures de vol dont 700 à titre militaire.

## Décorations
Titulaire de la Croix de Chevalier de l'Ordre National du Mérite, de la Croix de Guerre des Théâtres d'opérations extérieurs, de la médaille Coloniale, de la médaille d'Afrique Noire, de la médaille de l'Aéronautique, de la Médaille d'honneur de l'Aéronautique vermeil